# Artesonraju
L'Artesonraju (6.025 m) è una delle circa 50 cime che compongono la Cordillera Blanca (Ande). È situata in Perù, nella regione di Ancash.

## Aspetto fisico
L'Artesonraju fa parte del massiccio montuoso chiamato Macizo del Huandoy, situato nella parte centro-settentrionale della Cordillera Blanca. Dal versante sud si presenta come una piramide di ghiaccio isolata; il suo aspetto le ha fatto guadagnare una notevole fama tra alpinisti ed escursionisti ed è anche indicata come la montagna che ha ispirato il logo della Paramount Pictures.

## Origine del nome
Il nome deriva dalla parola spagnola artesa (recipiente, serbatoio) e dalla parola quechua raju (ghiaccio, montagna innevata). Il nome della montagna significa dunque “contenitore riempito di ghiaccio”.

## Alpinismo
La prima salita all'Artesonraju fu effettuata attraverso la cresta nord, il 19 agosto 1932 da Erwin Hein ed Erwin Schneider nel corso della prima spedizione alla Cordillera Blanca del Deutscher und Österreichischer Alpenverein.
La via oggi più praticata, al punto da diventare una vera e propria “classica” andina, è quella aperta sulla parete sud-est, partendo dal lago di Parón, il 24 giugno 1969 da Bernd Schreckenbach, Hans Saler e Klaus Süssmilch. Altre vie, in genere più difficili e pochissimo frequentate, sono state aperte sulla parete sud-ovest, sulla cresta sud, sulla cresta est e sulla parete nord-est.